# 5.ª etapa da Volta a Espanha de 2021
A 5.ª etapa da Volta a Espanha de 2021 teve lugar a 18 de agosto de 2021 entre Tarancón e Albacete sobre um percurso de 184,4 km e foi vencida ao esprint pelo belga Jasper Philipsen da equipa Alpecin-Fenix. O francês Kenny Elissonde do equipp Trek-Segafredo converteu-se no novo líder da corrida.

## Classificação da etapa
| Tarancón - Albacete | etapa plana | (184,4 km) |

| \| Classificação por etapas \| Classificação por etapas \| Classificação por etapas \| Classificação por etapas \| Classificação por etapas \| \| Ciclista \| Ciclista \| Equipe \| Tempo \| \| \| ------------------------ \| --------------------------- \| ---------------------------------- \| ------------------------ \| ------------------------ \| \| 1. \| Jasper Philipsen \| Alpecin-Fenix \| 4h24m41s \| \| \| 2. \| Fabio Jakobsen \| Deceuninck-Quick Step \| + 0s \| \| \| 3. \| Alberto Dainese \| Team DSM \| + 0s \| \| \| 4. \| Juan Sebastián Molano \| UAE Team Emirates \| + 0s \| \| \| 5. \| Piet Allegaert \| Cofidis \| + 0s \| \| \| 6. \| Jon Aberasturi \| Caja Rural-Seguros RGA \| + 0s \| \| \| 7. \| Jordi Meeus \| Bora-Hansgrohe \| + 0s \| \| \| 8. \| Riccardo Minali \| Intermarché-Wanty-Gobert Matériaux \| + 0s \| \| \| 9. \| Reinardt Janse van Rensburg \| Qhubeka NextHash \| + 0s \| \| \| 10. \| Arnaud Démare \| Groupama-FDJ \| + 0s \| \| |                             |                                    |          |
| |                             |                                    |          |
| Fonte: ProCyclingStats |                             |                                    |          |
| Classificação por etapas |                             |                                    |          |
| Ciclista | Ciclista                    | Equipe                             | Tempo    |
| 1. | Jasper Philipsen            | Alpecin-Fenix                      | 4h24m41s |
| 2. | Fabio Jakobsen              | Deceuninck-Quick Step              | + 0s     |
| 3. | Alberto Dainese             | Team DSM                           | + 0s     |
| 4. | Juan Sebastián Molano       | UAE Team Emirates                  | + 0s     |
| 5. | Piet Allegaert              | Cofidis                            | + 0s     |
| 6. | Jon Aberasturi              | Caja Rural-Seguros RGA             | + 0s     |
| 7. | Jordi Meeus                 | Bora-Hansgrohe                     | + 0s     |
| 8. | Riccardo Minali             | Intermarché-Wanty-Gobert Matériaux | + 0s     |
| 9. | Reinardt Janse van Rensburg | Qhubeka NextHash                   | + 0s     |
| 10. | Arnaud Démare               | Groupama-FDJ                       | + 0s     |

## Classificações ao final da etapa

### Classificação geral
| \| Classificação geral \| Classificação geral \| Classificação geral \| Classificação geral \| Classificação geral \| \| Ciclista \| Ciclista \| Equipe \| Tempo \| \| \| ------------------- \| ------------------- \| ------------------- \| ------------------- \| ------------------- \| \| 1. \| Kenny Elissonde \| Trek-Segafredo \| 17h33m57s \| \| \| 2. \| Primož Roglič \| Jumbo-Visma \| + 5s \| \| \| 3. \| Lilian Calmejane \| AG2R Citroën Team \| + 10s \| \| \| 4. \| Enric Mas \| Movistar Team \| + 20s \| \| \| 5. \| Miguel Ángel López \| Movistar Team \| + 26s \| \| \| 6. \| Alejandro Valverde \| Movistar Team \| + 32s \| \| \| 7. \| Giulio Ciccone \| Trek-Segafredo \| + 32s \| \| \| 8. \| Egan Bernal \| Ineos Grenadiers \| + 32s \| \| \| 9. \| Mikel Landa \| Bahrain Victorious \| + 44s \| \| \| 10. \| Gino Mäder \| Bahrain Victorious \| + 45s \| \| |                    |                    |           |
| |                    |                    |           |
| Fonte: ProCyclingStats |                    |                    |           |
| Classificação geral |                    |                    |           |
| Ciclista | Ciclista           | Equipe             | Tempo     |
| 1. | Kenny Elissonde    | Trek-Segafredo     | 17h33m57s |
| 2. | Primož Roglič      | Jumbo-Visma        | + 5s      |
| 3. | Lilian Calmejane   | AG2R Citroën Team  | + 10s     |
| 4. | Enric Mas          | Movistar Team      | + 20s     |
| 5. | Miguel Ángel López | Movistar Team      | + 26s     |
| 6. | Alejandro Valverde | Movistar Team      | + 32s     |
| 7. | Giulio Ciccone     | Trek-Segafredo     | + 32s     |
| 8. | Egan Bernal        | Ineos Grenadiers   | + 32s     |
| 9. | Mikel Landa        | Bahrain Victorious | + 44s     |
| 10. | Gino Mäder         | Bahrain Victorious | + 45s     |

### Classificação por pontos
| Classificação por pontos | Classificação por pontos | Classificação por pontos           | Classificação por pontos | Classificação por pontos |
| Ciclista                 | Ciclista                 | Equipe                             | Pontos                   |                          |
| ------------------------ | ------------------------ | ---------------------------------- | ------------------------ | ------------------------ |
| 1.                       | Jasper Philipsen         | Alpecin-Fenix                      | 131 pts                  |                          |
| 2.                       | Fabio Jakobsen           | Deceuninck-Quick Step              | 130 pts                  |                          |
| 3.                       | Arnaud Démare            | Groupama-FDJ                       | 50 pts                   |                          |
| 4.                       | Alex Aranburu            | Astana-Premier Tech                | 50 pts                   |                          |
| 5.                       | Michael Matthews         | BikeExchange                       | 43 pts                   |                          |
| 6.                       | Alberto Dainese          | Team DSM                           | 43 pts                   |                          |
| 7.                       | Piet Allegaert           | Cofidis                            | 37 pts                   |                          |
| 8.                       | Juan Sebastián Molano    | UAE Team Emirates                  | 36 pts                   |                          |
| 9.                       | Rein Taaramäe            | Intermarché-Wanty-Gobert Matériaux | 33 pts                   |                          |
| 10.                      | Jon Aberasturi           | Caja Rural-Seguros RGA             | 32 pts                   |                          |

### Classificação da montanha
| Classificação da montanha | Classificação da montanha | Classificação da montanha          | Classificação da montanha | Classificação da montanha |
| Ciclista                  | Ciclista                  | Equipe                             | Pontos                    |                           |
| ------------------------- | ------------------------- | ---------------------------------- | ------------------------- | ------------------------- |
| 1.                        | Rein Taaramäe             | Intermarché-Wanty-Gobert Matériaux | 10 pts                    |                           |
| 2.                        | Kenny Elissonde           | Trek-Segafredo                     | 7 pts                     |                           |
| 3.                        | Joe Dombrowski            | UAE Team Emirates                  | 6 pts                     |                           |
| 4.                        | Tobias Bayer              | Alpecin-Fenix                      | 5 pts                     |                           |
| 5.                        | Sepp Kuss                 | Jumbo-Visma                        | 3 pts                     |                           |
| 6.                        | Lilian Calmejane          | AG2R Citroën Team                  | 3 pts                     |                           |
| 7.                        | Antonio Jesús Soto        | Euskaltel-Euskadi                  | 3 pts                     |                           |
| 8.                        | Sep Vanmarcke             | Israel Start-Up Nation             | 2 pts                     |                           |
| 9.                        | Enric Mas                 | Movistar Team                      | 1 pt                      |                           |
| 10.                       | Rui Oliveira              | UAE Team Emirates                  | 1 pt                      |                           |

### Classificação dos jovens
| Classificação dos jovens | Classificação dos jovens | Classificação dos jovens | Classificação dos jovens | Classificação dos jovens |
| Ciclista                 | Ciclista                 | Equipe                   | Tempo                    |                          |
| ------------------------ | ------------------------ | ------------------------ | ------------------------ | ------------------------ |
| 1.                       | Egan Bernal              | Ineos Grenadiers         | 17h34m29s                |                          |
| 2.                       | Gino Mäder               | Bahrain Victorious       | + 13s                    |                          |
| 3.                       | Aleksandr Vlasov         | Astana-Premier Tech      | + 16s                    |                          |
| 4.                       | Juan Pedro López         | Trek-Segafredo           | + 59s                    |                          |
| 5.                       | Simon Carr               | EF Education-Nippo       | + 1m02s                  |                          |
| 6.                       | Tobias Bayer             | Alpecin-Fenix            | + 1m12s                  |                          |
| 7.                       | Mark Padun               | Bahrain Victorious       | + 1m13s                  |                          |
| 8.                       | Jefferson Cepeda         | Caja Rural-Seguros RGA   | + 1m41s                  |                          |
| 9.                       | Clément Champoussin      | AG2R Citroën Team        | + 1m44s                  |                          |
| 10.                      | Gotzon Martín            | Euskaltel-Euskadi        | + 2m05s                  |                          |

### Classificação por equipas
| Classificação por equipes | Classificação por equipes          | Classificação por equipes | Classificação por equipes |
| Equipe                    | Equipe                             | Tempo                     |                           |
| ------------------------- | ---------------------------------- | ------------------------- | ------------------------- |
| 1.                        | UAE Team Emirates                  | 52h42m44s                 |                           |
| 2.                        | Movistar Team                      | + 22s                     |                           |
| 3.                        | Bahrain Victorious                 | + 50s                     |                           |
| 4.                        | Trek-Segafredo                     | + 1m14s                   |                           |
| 5.                        | Ineos Grenadiers                   | + 1m15s                   |                           |
| 6.                        | Intermarché-Wanty-Gobert Matériaux | + 2m26s                   |                           |
| 7.                        | AG2R Citroën Team                  | + 2m33s                   |                           |
| 8.                        | EF Education-Nippo                 | + 3m35s                   |                           |
| 9.                        | Jumbo-Visma                        | + 3m49s                   |                           |
| 10.                       | Euskaltel-Euskadi                  | + 4m01s                   |                           |

## Abandonos
Nenhum.